# Incompatible Timesharing System
Incompatible Timesharing System – opracowany w latach 60., stworzony w assemblerze system operacyjny z funkcją dzielenia czasu. Został zaprojektowany na MIT, gdzie był używany do 1990 roku.

## Ważniejsze cechy
- Jako pierwszy system posiadał obsługę graficznych terminali niezależną od urządzenia; programy zarządzały zawartością ekranu za pomocą kilku podstawowych procedur, które potem system operacyjny tłumaczył na instrukcje zrozumiałe dla określonego typu terminalu.
- Obsługiwał transparentny sieciowy system plików. Użytkownicy mogli dokonywać na plikach z innych maszyn ITS takich samych operacji jak na plikach lokalnych.
- Posiadał rozbudowany system zarządzania procesami. Procesy były organizowane w formie drzewa. Procesy nadrzędne sprawowały kontrolę nad procesami podrzędnymi. Procesy podrzędne mogły być zamrożone w dowolnym momencie, ich stan (zawartość rejestrów) przeanalizowany, a następnie przywrócone do normalnej pracy.
- Zawierał zaawansowaną obsługę przerwań, pozwalającą procesom użytkowników działać w sposób asynchroniczny.

## Interfejs
- Początkowo system nie zawierał haseł. Użytkownicy mogli pracować na ITS nawet bez zalogowania. Logowanie było jednak uważane za przejaw kultury, ponieważ umożliwiało to pozostałym użytkownikom sprawdzenie aktualnie zalogowanych.
- Aby poradzić sobie z użytkownikami wyszukującymi dziury w systemie (doprowadzając do jego zawieszenia), zaprezentowano nowatorskie podejście do tej kwestii. Zaimplementowano dostępną dla wszystkich komendę zawieszającą system, co redukowało do zera „wyzwanie” związane z tego rodzaju ingerencją w system. Użycie tej komendy powodowało jednak wysłanie do wszystkich zalogowanych użytkowników informacji o osobie wywołującej to polecenie.
- Każdy użytkownik mógł zedytować każdy plik.
- Użytkownicy mogli porozumiewać się ze sobą między terminalami. Mogli też za pomocą komendy SHOUT rozesłać wiadomość do wszystkich zalogowanych (np. z prośbą o pomoc).
- Użytkownicy mogli podglądać siebie nawzajem (oglądać zawartość innych terminali) za pomocą komendy OS (ang. output spy). Użytkownicy obserwowani byli o tym fakcie informowani. Mogli też zablokować tego rodzaju podgląd za pomocą komendy JEDGAR. Jej nazwa pochodzi od imion dyrektora FBI, J. Edgara Hoovera.

## Twórcy systemu
- Richard Greenblatt
- Stewart Nelson
- Tom Knight